# Cherokee (chanson)
Pour les articles homonymes, voir Cherokee (homonymie).
Cherokee, également connue sous le nom Cherokee (Indian Love Song), est une chanson écrite en 1938 par Ray Noble. Elle était prévue pour être le premier mouvement d'une Indian Suite en cinq pièces (Cherokee, Comanche War Dance, Iroquois, Seminole et Sioux Sue). Ce morceau est devenu un standard de jazz.
C'est un morceau réputé pour son tempo très élevé, qui peut le rendre difficile à jouer. Le pont enchaîne des successions d'accords II-V-I (sur les 2e, 5e et 1er degrés) dans plusieurs tonalités.
Cherokee a reçu le Grammy Hall of Fame Award en 1998.

## Reprises notables
De très nombreux musiciens ont repris ce morceau, dont :
- Charlie Parker
- the Count Basie Orchestra
- Duke Ellington
- Wynton Kelly sur Piano Interpretations (1951)
- Art Tatum (1954)
- Sarah Vaughan (1955)
- Clifford Brown et Max Roach sur Study in Brown (1955)
- Bud Powell sur Jazz Giant (1956)
- Johnny Smith sur Moonlight in Vermont (1956)
- Lee Konitz et Martial Solal sur Star Eyes, Hamburg 1983
- Lee Konitz, Brad Mehldau et Charlie Haden sur Alone Together (1997)
- Victor Wooten sur What Did He Say? (1997)
- Biréli Lagrène sur Move (2004)
- Kamasi Washington sur Epic (2015)

## Démarquage
Plusieurs musiciens bebop se sont servis de la grille de cette chanson pour composer des morceaux originaux, dont Charlie Parker (Ko-Ko, Warming up a riff, Home Cookin'II, dont beaucoup sont des improvisations sur la grille de Cherokee sans thème précis), Lennie Tristano (Marshmellow, 1949) ou Stan Getz et Jimmy Raney (Parker 51).